# 普朋·彭帕努帕
普朋·彭帕努帕（1991年10月20日—），昵称Ken，出生名阿迪朋·潘拉亨，曾用名普朋·彭帕努，泰國男演員、歌手兼模特。畢業於泰國商會大學工商管理專業。代表作有《女人30又怎樣》、《逐星之月》、《奴隶之子》、《影子姐妹2012》、《和服魅惑》、《三面娜迦》及《黄金三人组》。

## 个人背景
普朋·彭帕努帕于1991年10月20日在泰国信武里府出生，是家中独子。他的母亲瓦里是信武里府人。他的父亲外波·潘拉亨（Waiphot Panlahaeng）则是来自北标府。
普朋·彭帕努帕的出生名是阿迪朋·潘拉亨，而他母亲为他取的昵称是“Belle”或“Belle Belle”（เบลเบล），但当他加入素帕猜·斯里维吉的经纪公司时，他被素帕猜建议改名。名字候选有阿迪朋·彭帕努、塔纳蓬·彭帕努（Thanaphum Pongpanu）和普朋·彭帕努。普朋选择了后者，并将昵称改为较男性化的“Ken”。
在2018年末，他将姓氏从“彭帕努”改为“彭帕努帕”（Pongphanupak），并运用在其身份证等事务上。
普朋·彭帕努帕原本尊崇佛教，并于2015年出家，法号为（意思是像土地一样拥有佛法的人）。2021年，他自称皈依了新教。

## 教育背景
2022年，普朋·彭帕努帕在英国一所教育机构接受短期教育。

## 影视作品

### 电影
| 年份   | 片名            | 角色名称    |
| ------ | --------------- | ----------- |
| 2009年 | 顽皮鬼3         | Belle Belle |
| 2010年 | 鲨人蛇儿        | Ken         |
| 2011年 | 女人30又怎樣    | Por         |
| 2012年 | 胡搞瞎搞        | Ken         |
| 2018年 | 三面娜迦2       | Thosapol    |
| 2020年 | TheSkylessStars | ชิคุมะ        |

### 电视剧
| 年份   | 剧名         | 角色名称                        | 播放平台      |
| ------ | ------------ | ------------------------------- | ------------- |
| 2011年 | 黄金三人组   | Theetat                         | 泰国第3电视台 |
| 2012年 | 影子姐妹2012 | Veekit                          | 泰国第3电视台 |
| 2014年 | 奴隶之子     | Phraya Rattana Atthachai / Kaew | 泰国第3电视台 |
| 2014年 | 逐星之月     | M.L. Jankan Thatsanai （Jan）   | 泰国第3电视台 |
| 2015年 | 和服之魅     | 宫川彰（Akira Miyakawa）        | 泰国第3电视台 |
| 2016年 | 无敌巾帼     | Natthadet                       | 泰国第3电视台 |
| 2016年 | 三面娜迦     | Thosapol / Chai Singh将军       | 泰国第3电视台 |
| 2017年 | 在线丘比特   | Rome                            | 泰国第3电视台 |
| 2017年 | 石头情书     | Nut                             | 泰国第3电视台 |
| 2018年 | 一喵定情     | Mai                             | 泰国第3电视台 |
| 2019年 | 影子姐妹2    | Veekit                          | 泰国第3电视台 |
| 2021年 | 玛雅魅力     | Chakree（Kree）                 | 泰国第3电视台 |
| 2022年 | 甜心救星     | Thewan                          | One 31        |
| 2024年 | 天堂之眼2024 | เล็ก ราวิน                        | MONOMAX       |

### 音乐录影带
| 年份   | 歌名       | 歌手                       | 合作艺人    |
| ------ | ---------- | -------------------------- | ----------- |
| 2021年 | ซ้าย (LEFT) | JOH (journey of happiness) | 洛蕾娜·舒特 |